# Kasachisch-Britische Technische Universität

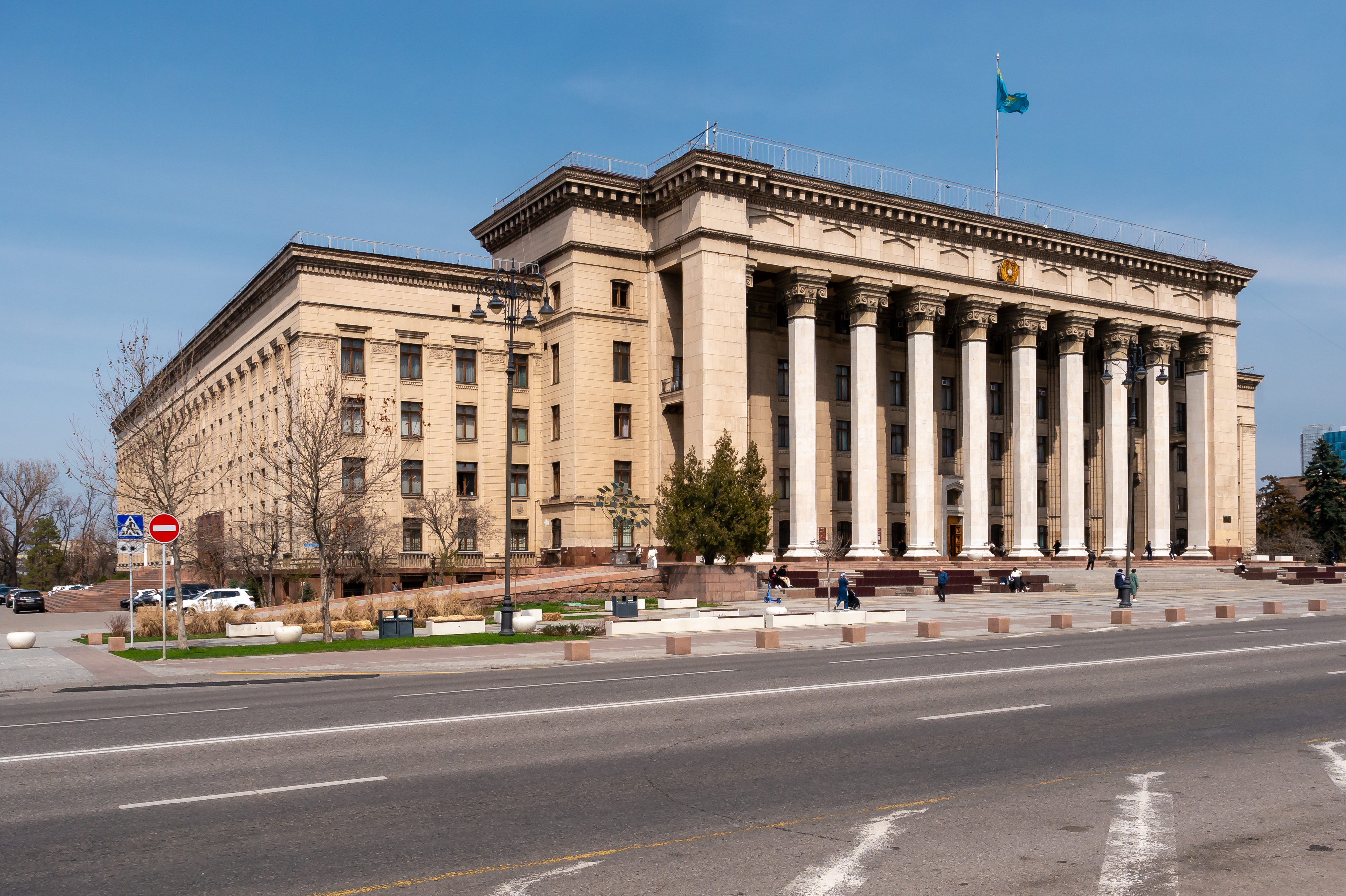
Hauptgebäude der Universität im ehemaligen Sitz der Kommunistischen Partei (2024)

Die Kasachisch-Britische Technische Universität (KBTU; kasachisch Қазақстан-Британ техникалық университеті Qazaqstan-Britan tehnikalyq universitetı, russisch Казахстанско-Британский технический университет) ist eine von zwei technischen Universitäten der ehemaligen kasachischen Hauptstadt Almaty. Die Gründung der Universität erfolgte 2001 und geht auf den ehemaligen kasachischen Präsidenten Nursultan Nasarbajew zurück, der mit dem Vereinigten Königreich über die Einrichtung einer solchen Hochschule verhandelte und schließlich im November 2000 in einer Vereinbarung beider Staaten resultierte. Seit dem 17. Juni 2009 wird an der KBTU nach britischem Standard unterrichtet. Die Universität besteht aus insgesamt sechs Fakultäten.
Internationale Beziehungen unterhält sie vor allem zu Universitäten im Vereinigten Königreich. Unter ihnen sind die schottischen Universitäten University of Aberdeen, Robert Gordon University, University of Glasgow, University of Dundee und University of Stirling. Auch zur Sol Bridge International School of Business im südkoreanischen Daejeon pflegt man gute Kontakte.

## Fakultäten
- Fakultät Management
- Geologische Fakultät
- Fakultät Technik und Informatik
- Fakultät Erdöl- und Erdgastechnik
- Fakultät der angewandten Chemie
- Sprachwissenschaftliche Fakultät